# Roger Williams (politico)
John Roger Williams (Evanston, 13 settembre 1949) è un politico statunitense, membro della Camera dei Rappresentanti per lo stato del Texas.

## Biografia
Nato nell'Illinois e cresciuto in Texas, dopo il college Williams entrò nel vivaio degli Atlanta Braves e successivamente lavorò come coach di baseball prima di dedicarsi all'attività di famiglia, una concessionaria d'auto.
Politicamente attivo con il Partito Repubblicano, collaborò alle campagne elettorali di George W. Bush e John Cornyn. In seguito entrò a far parte dell'amministrazione Perry e nel 2005 divenne Segretario di stato del Texas su nomina dello stesso governatore. Nel 2007 lasciò l'incarico per dedicarsi ad altre attività interne al partito.
Nel 2012 Williams si candidò alla Camera dei Rappresentanti per un distretto congressuale che era stato ridefinito dopo il censimento; Williams riuscì a vincere le elezioni e divenne così deputato.
Ideologicamente è un conservatore.